# Stazione di San Marzano Oliveto
La stazione di San Marzano Oliveto era una fermata ferroviaria della ferrovia Asti-Genova a servizio dell'omonimo comune. 

## Storia
L'impianto, in origine qualificato come casa cantoniera abilitata al servizio passeggeri, fu attivato il 18 gennaio 1914.

## Strutture ed impianti
La fermata disponeva del solo binario di corsa della linea, cui era affiancata una banchina asfaltata per l'imbarco dei passeggeri.
Erano presenti tre strutture: il fabbricato viaggiatori, un casello e una struttura a pianta quadrata che ospitava i servizi igienici. Tutte e tre le strutture appaiono, all'inizio degli anni '10 del XXI secolo, in avanzato stato di incuria a causa dell'assenza di manutenzione e dell'abbandono che li ha interessati dalla dismissione dell'impianto avvenuta nel 2003. 